# Kurt-Schumacher-Schule (Karben)
Die Kurt-Schumacher-Schule (KSS) ist eine kooperative Gesamtschule mit gymnasialer Oberstufe mit Sitz in Karben. Die größte allgemeinbildende Schule im Wetteraukreis umfasst die drei Bildungsgänge Hauptschul-, Realschul- und Gymnasialzweig und wurde 1965 im Ortsteil Groß-Karben gegründet.

## Geschichte
Im Zuge der Landschulreform wurde die Kurt-Schumacher-Schule im Jahre 1965 als Mittelpunktschule errichtet. Sie galt damals als größte Mittelpunktschule des ehemaligen Landkreises Friedberg und bestand aus Grund- und Hauptschule sowie einer angegliederten Sonderschule. Nach Namensfindung durch den 1952 verstorbenen SPD-Politiker Kurt Schumacher im Jahr 1966 folgte die Organisation der Förderstufe in den Jahrgangsstufen 5 und 6 sowie der Ausbau des Realschulzweiges.
Nach wesentlichen organisatorischen Veränderungen ging ab 1972 sowohl die Sonderschule als auch die Grundschule Groß-Karben als Pestalozzischule in die Selbstständigkeit über, worauf 1980 die Aufnahme des Betriebes als schulformbezogene Gesamtschule folgte. Vorurteile gegenüber Förderstufe und kooperativer Gesamtschule hielten die Schülerzahlen jedoch zunächst niedrig. Erst nach Ersatz der Förderstufe durch getrennte Eingangsklassen im Jahr 1988 und durch die Erweiterung des pädagogischen Angebots nahm die Zahl der Schülerinnen und Schüler ab 1990 kontinuierlich zu. Im Mai 1992 beschloss der Kreistag die Einrichtung einer gymnasialen Oberstufe an der KSS. Der Beschluss wurde 1997 umgesetzt. Der Ausbau des Computerraums auf zunächst 20 Rechner erfolgt im März 1993. Dort erhalten die 700 Schülerinnen und Schüler eine Grundbildung am PC im Rahmen des Faches Arbeitslehre. Zur pädagogischen Mittagsbetreuung gehören eine Hausaufgabenbetreuung und die Möglichkeit zur Nutzung der Bücherei.
Die Kurt-Schumacher-Schule ist mit ca. 1.750 Schülern und 130 Lehrern die größte allgemeinbildende Schule des Wetteraukreises.

## Angebote und Projekte

### Gymnasiale Oberstufe
1992 stimmte der Kreistag der Errichtung einer gymnasialen Oberstufe an der KSS zu. Diesem Beschluss folgten im Schuljahr 1997/98 die ersten Oberstufenschüler.
Mit dem Schuljahr 2005/2006 führte die Schule das Abitur nach der zwölften Jahrgangsstufe (G8) ein. Nachdem die hessischen Schulen seit 2013 selbst entscheiden können, zum ursprünglichen Modell zurückzukehren, entschied die Schulkonferenz im Oktober 2013 einstimmig, das Abitur nach 9 Jahren wieder einzuführen, was seit dem Schuljahr 2016/2017 umgesetzt wurde. Seit dem Schuljahr 2022/23 ist die Schule wieder vollständig auf G9 umgestellt.

### Schule mit Schwerpunkt Musik
1998 wurde an der Kurt-Schumacher-Schule (KSS) das Musikprojekt „Bläserklasse“ durchgeführt. Dieses Projekt wurde 1994 von der Fördergesellschaft des Verbandes deutscher Musikinstrumentenhersteller nach amerikanischem Vorbild ins Leben gerufen. Es wurde zwischenzeitlich in Hessen von der Akademie für Musikpädagogik in Mainz unterstützt und betreut. Die Erfahrungen mit der Bläserklasse an der Kurt-Schumacher-Schule waren sehr positiv – so wurde die Schule vom Hessischen Kultusministerium auch in den Jahren 2010, 2014 und aktuell 2018 erneut als „Schule mit musikalischem Schwerpunkt“ ausgezeichnet.

### Comenius-Programm / Erasmus+ Partnerschule
Seit dem Schuljahr 2004/2005 nimmt die KSS am Comenius-Programm der EU teil und war ab 2012 koordinierende Schule des zweijährigen Comenius-Projektes „Human Rights in Europe“ (Menschenrechte in Europa), an dem acht Schulen aus 7 verschiedenen EU-Ländern teilnahmen.
Seit dem aktuellen Schuljahr (2018/19) nimmt die Kurt-Schumacher-Schule am Erasmus+ - Schulpartnerschaftsprogramm der Kultusministerkonferenz und des Pädagogischen Austauschdienstes teil. Die Europäische Union finanziert über zwei Jahre Programme, die von Schulen aus verschiedenen Ländern gemeinsam durchgeführt werden. Neben der KSS sind fünf weitere Schulen aus Tschechien (Gymnazium Celakovice), Italien (Liceo Artistico Carlo Levi – Matera), Spanien (Colegio Torre de Salinas), Griechenland (3 Geniko Lykeio of Nea Filadelfia «Miltos Kountouras») und der Türkei (Konak Mersinli Mesleki ve Teknik Anadolu Lisesi) an dem gemeinsamen Projekt „Our Past is our Future – Environmental and Cultural Sustainability“ beteiligt.